# Байдала (Туркестанская область)
Байдала (каз. Байдала, до 2008 г. — Жданово) — село в Жетысайском районе Туркестанской области Казахстана. Входит в состав сельского округа Шаблана Дильдабекова. Код КАТО — 514449480.

## Население
В 1999 году население села составляло 1049 человек (504 мужчины и 545 женщин). По данным переписи 2009 года, в селе проживали 852 человека (413 мужчин и 439 женщин).